# Autokephalie (Kirche)
Mit dem Begriff Autokephalie (autokephal „eigenständig“; aus altgriechisch αὐτός autós ‚selbst‘ und κεφαλή kephalē ‚Haupt‘) wird in den orthodoxen und altorientalischen Kirchen die kirchenrechtliche Unabhängigkeit von Nationalkirchen bezeichnet. Eine autokephale Kirche untersteht keiner anderen Kirche. Kennzeichen der Autokephalie ist die Möglichkeit, aus den eigenen Reihen Oberhäupter zu wählen (Patriarchen und Metropoliten), selbständig Gesetze zu erlassen und Heilige zu kanonisieren. In Dogmatik und Kult wird dagegen die Einheit der autokephalen Kirchen untereinander gewahrt.

## Orthodoxe Kirchen
Autokephale Nationalkirchen sind relativ unabhängig. Sie unterstehen nicht dem Patriarchen, Metropoliten, Erzbischof oder Katholikos oder Synod eines anderen Landes. Im Gegensatz dazu hat in den autonomen orthodoxen Kirchen, die meist recht klein sind, bei der Benennung des Oberhauptes eine übergeordnete Kirche ein Mitspracherecht, d. h. eine autonome Kirche hat weniger Autonomie als eine autokephale Kirche.
Autokephal sind die vier altkirchlichen Patriarchate:
- Ökumenisches Patriarchat von Konstantinopel (Sitz Istanbul), das auch weltweit zuständig ist für lokale Bistümer und Erzbistümer, die keinem anderen Patriarchat unterstehen (z. B. Westeuropa, Amerika, Ostasien, Ozeanien), sowie für den Dodekanes und die 20 Klöster der Mönchsrepublik Athos. Nominell zum Ökumenischen Patriarchat gehören auch die Diözesen in den sogenannten „neuen Ländern“ (in Nordgriechenland und in der Ostägäis, die 1913 und 1923 zum Staatsgebiet Griechenlands hinzukamen), sie werden jedoch von der Kirche von Griechenland verwaltet.
- Griechisch-Orthodoxes Patriarchat von Alexandria und ganz Afrika,
- Patriarchat von Antiochien und dem ganzen Osten (Sitz Damaskus),
- Griechisches Patriarchat von Jerusalem

die Patriarchate der nachkaiserlichen Zeit
- Georgische Orthodoxe Kirche,
- Bulgarisch-Orthodoxe Kirche,
- Patriarchat von Moskau und der ganzen Rus,
- Serbisch-Orthodoxe Kirche,
- Rumänisch-Orthodoxe Kirche

sowie die jüngeren Nationalkirchen
- Kirche von Zypern,
- autokephales orthodoxes Erzbistum von Griechenland,
- Polnisch-Orthodoxe Kirche,
- autokephale orthodoxe Kirche von Albanien,
- Orthodoxe Kirche der Tschechischen Länder und der Slowakei,
- Orthodoxe Kirche in Amerika, deren Autokephalie von der Russisch-Orthodoxen Kirche gewährt wurde, die aber von den übrigen autokephalen Kirchen nur als autonom anerkannt wird,
- Orthodoxe Kirche der Ukraine, deren Autokephalie vom Ökumenischen Patriarchat von Konstantinopel gewährt wurde, vom Patriarchat von Moskau aber abgelehnt wird,
- Mazedonisch-Orthodoxe Kirche – Erzbistum Ohrid, deren Autokephalie von der Serbisch-Orthodoxen Kirche gewährt wurde, die aber von den übrigen autokephalen Kirchen nur als autonom anerkannt wird

Organisation der orthodoxen Kirche (2020)

Nicht selten gibt es eigenständige Versuche autokephale Kirchen zu errichten. Diese wurden jedoch zuerst Jahre später, teilweise nie, von den anderen Kirchen anerkannt.
- Bulgarisch-Orthodoxe Kirche (919–927, 1185–1235, 1872–1945),
- Erzbistum Ohrid (ca. 1225–1233),
- Serbisch-Orthodoxe Kirche (1346–1375),
- Metropolis von Moskau und der ganzen Rus (1448–1560),
- Abchasische Orthodoxe Kirche (ca. 1470–ca. 1570, 2009–),
- autokephales orthodoxes Erzbistum von Griechenland (1830–1850),
- Georgische Orthodoxe Kirche (1917–1943),
- Ukrainische Autokephale Orthodoxe Kirche und ihre Vorgänger (1919–2018),
- Polnisch-Orthodoxe Kirche (1921–1924)
- Autokephale orthodoxe Kirche von Albanien (1922–1937)
- Belarussische Autokephale Orthodoxe Kirche (1922–),
- Türkisch-Orthodoxes Patriarchat (1922–),
- Amerikanische Orthodoxe Katholische Kirche (1927–1933),
- Kroatische Orthodoxe Kirche (1942–1945),
- Mazedonisch-Orthodoxe Kirche (1967–2022),
- Ukrainisch-Orthodoxe Kirche - Kiewer Patriarchat (1992–),
- Ukrainisch-Orthodoxe Kirche (2022–),
- Lettisch-Orthodoxen Kirche (2022–),
- Estnisch-Orthodoxe Kirche (2024–)